# Markus Schmidt-Heydt
Markus Schmidt-Heydt (* 1974 in Karlsruhe) ist ein deutscher Molekularbiologe und Mikrobiologe mit einer Expertise insbesondere der Lebensmittel-Mykologie und zellulären medizinischen Mikrobiologie, der im Max-Rubner-Institut in Karlsruhe als Spezialist für humanpathogene und Mykotoxin-bildende Mikropilze arbeitet. Als Hochschullehrer für „Zelluläre und Medizinische Mikrobiologie“ ist er Privatdozent am Karlsruher Institut für Technologie (KIT).

## Leben und Wirken
Markus Schmidt-Heydt begann sein Biologiestudium an der Universität Karlsruhe. Nach Diplom und Promotion habilitierte er sich am KIT-Universität Karlsruhe in den Fachbereichen Mikrobiologie und Molekularbiologie. Daneben leitet er am Max Rubner-Institut die Forschergruppe „Humanpathogene und Mykotoxin-bildende Mikropilze, Nutzpilze“ und ist stellvertretender Leiter des Instituts für Sicherheit und Qualität bei Obst und Gemüse. Er lehrt am KIT Zelluläre und Medizinische Mikrobiologie im Forschungsmodul des Studiengangs Biologie (Master).
2008 erhielt er den Brigitte-Gedek-Wissenschaftspreis für Mykotoxinforschung.
Schmidt-Heydt ist Mitglied im Naturwissenschaftlichen Verein Karlsruhe.

## Publikationen (Auswahl)
- Comparative analysis of the genomes and aflatoxin production patterns of three species within the Aspergillus section Flavi reveals an undescribed chemotype and habitat-specific genetic traits / by Alexandra Schamann, Sebastian T. Soukup, Rolf Geisen, Sabine Kulling, Markus Schmidt-Heydt, Springer 2024, doi:10.1038/s42003-024-06738-w
- Analysis of the competitiveness between a non-aflatoxigenic and an aflatoxigenic Aspergillus flavus strain on maize kernels by droplet digital PCR / by Alexandra Schamann, Markus Schmidt-Heydt, Rolf Geisen, Springer 2021, doi:10.1007/s12550-021-00447-7
- Comprehensive proteomic analysis of Penicillium verrucosum / by Nöbauer, Katharina, Hummel, Karin, Mayrhofer, Corina, Ahrens, Maike, Setyabudi, Francis M.C., Schmidt-Heydt, Markus, Eisenacher, Martin, Razzazi‐Fazeli, Ebrahim, Online 2017, doi:10.1002/pmic.201600467
- Entwicklung und Implementierung eines DNA-Mikroarrays zur Analyse von Genen der Mykotoxinbiosynthese,  Universität Karlsruhe (TH) 2007, doi:10.5445/IR/1000007373